# Camillo Piatti (1876-1923)
Camillo Piatti (Torino, 1º marzo 1876 – Piacenza, 25 settembre 1923) è stato un politico italiano.

## Biografia
Fu Deputato del Regno d'Italia nella XXIII legislatura (eletto il 7 dicembre 1912 in seguito alla morte dell'on. Manfredi) e nella XXVI legislatura.